# Pteropus subniger
Pteropus subniger — вид рукокрилих, родини Криланових.

## Поширення, поведінка
Країни поширення: Маврикій, Реюньйон. Вид був обмежений висотою від 1200 до 1600 м над рівнем моря. Як вважають, вимер на Маврикії між 1864 і 1873 рр. Ймовірно, зник з Реюньйону 1860 року. Вважають, що збезлісення і мисливство, сприяли вимиранню цього виду. Припускать, що жив у дуплах дерев. Його дуже довга і густа шерсть наводять на думку, що вид, можливо, віддавав перевагу прохолодним місцям спочинку на великих висотах.